# Сыня (посёлок)
Сы́ня — посёлок в муниципальном районе Печора Республики Коми, входит в состав городского поселения Путеец.
Расположен в междуречье рек Большая Сыня и её левого притока Козлаю в 48 км к северо-востоку от города Печора. Основан в 1940 году при строительстве железной дороги Котлас — Воркута,

## Этимология
Своё название посёлок получил от реки одноимённой реки, в свою очередь гидроним имеет финно-угорское происхождение и образован от коми сыня, что значит «сырое место, где стоит ржавая вода; трясина».

## Инфраструктура
В посёлке имеется ж.-д. станция Сыня (СевЖД). От посёлка на север отходит ж.-д. ветка к Усинску. Вблизи посёлка проходит газопровод Бованенково — Ухта.

## Население
| 1979 | 1989  | 2010 |
| ---- | ----- | ---- |
| 1562 | ↗1656 | ↘375 |